# Marion Thees
Marion Thees, född Trodd 5 juli 1984 i Eisenach, är en inte längre aktiv tysk elitidrottare som tävlade i skeleton.
Thees ingick sedan 2003 i det tyska landslaget. Hon vann 2009 och 2011 vid Världsmästerskapen i bob och skeleton i singeltävlingen och hon har två guld- och två silvermedaljer från lagtävlingar under VM. Thees vann hela världscupen 2008/2009 samt 2012/2013. Dessutom kom hon på första platsen i 6 världscuptävlingar.
Thees deltog vid olympiska vinterspelen 2010 samt 2014. Där slutade hon 8 respektive 13.
Hon gifte sig 2010 med Martin Thees. Thees slutade som elitidrottare 2014.